# Брище
Брище (укр. Брище) — село в Луцкой городской общине Луцкого района Волынской области Украины.
Код КОАТУУ — 0722855220. Население по переписи 2024 года составляет 379 человек. Почтовый индекс — 45626. Телефонный код — 332. Занимает площадь 0,725 км².